# Komkutis
Komkutis (Komkiutis, K’umk’utis), jedno od četiri ili pet plemena iz prave grupe Kwakiutl (Kwágu7lh) ili Fort Rupert Indijanaca nastanjenih na području Fort Ruperta u Britanskoj Kolumbiji, Kanada. Ostala Kwágu7lh plemena su Guetela, Komoyue (Komoyoi, Kweeha), Matilpe (?, selo Etsekin, na Havannah Channel) i Walas Kwakiutl (Lakwilala).
Komkutis Kwakiutli svoje porijeklo vuku od malenog plemena s Robson Bighta, koje je bilo poznato kao Tlitlekit, što su se kasnije pomiješali s Walas Kwakiutlima, prethodno nazivanim Lakwi’lala.  

## Vanjske poveznice
- Kwakiutl Indian Tribe History
- Kwakiutl Indian band: Our Land: In the Beginning  Arhivirana inačica izvorne stranice od 10. prosinca 2007. (Wayback Machine)